# Ervina Petrovčič Wrischer
Ervina Petrovčič-Wrischer, slovenska gledališka igralka, * 16. januar 1904, Pazin, † 10. julij 2007, Ljubljana.
Ervina Petrovčič Wrischer je bila od leta 1927 članica ansambla Šentjakobskega gledališča Ljubljana, kjer je oblikovala številne nosilne vloge.

## Življenje in delo
Rodila se je 16. januarja 1904 v Pazinu v Istri. Njen oče je bil Matija Wrischer, rojen leta 1850 v Laškem. Po poklicu je bil načelnik železniške postaje v Pazinu, pozneje pa višji inšpektor državnih železnic v Ljubljani. Njena mati je bila Ivana Mozetič, rojena leta 1858, iz Bilj pri Renčah. Bila je gospodinja. V družini je bilo dvanajst otrok. Osnovno šolo je obiskovala v Pazinu in jo končala leta 1916. V Pazinu je obiskovala tudi dva razreda klasične gimnazije do leta 1918.
Takoj po italijanski okupaciji Primorske se je začelo nasilje proti slovenskim, hrvaškim in nemškim železničarjem. Zato je bil oče junija leta 1922 izseljen skupaj z mnogimi primorskimi železničarji. Po letu 1926 na Primorskem ni bilo več slovenskih železničarjev. Bili so odpuščeni in izseljeni ali pa preseljeni v notranjost Italije. Zaradi italijanske okupacije je bila šola zaprta, družina se je preselila v Ljubljano. V šolskem letu 1919/1920 je Ervina vstopila v tretji razred realne gimnazije na Poljanah, kjer je maturirala leta 1925. Nato se je vpisala na Pravno fakulteto in opravila tri semestre.
Leta 1927 se je zaposlila v kartonažni tovarni Bonač kot samostojna korespondentka za tuje jezike in ostala tam do 30. junija 1948. Leta 1933 se je poročila s pravnikom Miranom Petrovčičom (1904–1969), ki je pozneje postal ravnatelj Šentjakobskega gledališča Ljubljana. Leta 1948 so jo sprejeli v službo pri Poverjeništvu za kulturo in umetnost pri mestnem ljudskem odboru Ljubljana in jo dodelili Šentjakobskemu gledališču kot člana uprave in umetniškega osebja. Tu je bila zaposlena do leta 1961 kot igralka in uradnica, nato se je upokojila in še nekaj časa delala honorarno v upravi. Umrla je 10. julija 2007 v Ljubljani, kjer je tudi pokopana.

## Delo v Šentjakobskem gledališču v Ljubljani
Ervina Wrischer Petrovčič se je pridružila Šentjakobskemu gledališču, to je bilo prvo stalno ljubiteljsko gledališče v Ljubljani, ki je imelo redne predstave. Postala je ena prvih igralk.
Ervina Wrischer Petrovčič je v Šentjakobsko gledališče vstopila v sezoni 1927/1928 in ostala neprekinjeno do sezone 1962/1963. V tem času je odigrala 74 različnih gledaliških vlog, v katerih je nastopila 1038-krat. Je ena izmed tistih igralk, ki je izoblikovala domala vse vidne like svetovne in domače dramatike od naivk do zrelih karakternih junakinj. Njena veščina in obvladovanje odrskega jezika sta jo dvignila v vrh slovenskih gledaliških ustvarjalcev. Predvsem so najpomembnejše stvaritve njenega obširnega repertoarja vse tiste vloge, ki zahtevajo življenjsko vitalnost, zrelost in prefinjenost odrskega jezika. Njene najbolj nepozabne vloge so lik baronice v Ta veseli dan ali Matiček se ženi, Nastasja Filipinova v Idiotu, Regina v Kobilicah, Jelisava v Veroniki Deseniški, Belina v Namišljenem bolniku, Jokasta v Kralju Ojdipu, grofica Ana v Otok in struga, Elizabeta v Mariji Stuart, Fema v Jari meščanki, ministrica in Barbara v Hvarčanki. Igrala je tudi v predstavah Svetnik, Ljubezen sedemnajstletnega.
V vseh njenih vlogah je podala izredne igralske kreacije, ki daleč presegajo nivo amaterskega gledališkega ustvarjanja. Povzpela se je med vrhunske igralke Šentjakobskega gledališča. Z vlogo Pepine v Školjki je gostovala tudi na odru Slovenskega narodnega gledališča Drama Ljubljana. Svojega matičnega gledališča ni nikoli zapustila, kljub vabilom, ki so prihajala iz drugih gledališč. V Šentjakobskem gledališču je prehodila velik del življenjske poti in izoblikovala svoj gledališki jaz, ki je privabljal jok in smeh gledalcev. Prav hvaležno občinstvo ji je morda dajalo moč in rast, da je dosegla veliko igralsko ustvarjalnost. V dolgoletni gledališki karieri je Ervina dosegla velik uspeh.
Ni bila samo igralka, ampak je tudi režirala. Za Šentjakobsko gledališče je zrežirala tri pravljične igre: Taufer-Novy Mojca in živali, Janko in Metka dramatika Škufce in Fitzovo Srebrno lilijo. V teh delih se je predstavila kot toplo, čuteče človeško bitje, ki je bilo živo nasprotje njenim vlogam, ki so predstavljale ostro in neupogljivo osebnost. Pomagala pa je tudi pri pripravi kostumov in urejanju skladišča z garderobo.

### Nastopi v igrah
- 1927/1928: Školjka (Dr. A. Kraigher, režija M. Skrbinšek)
- 1929/1930: Grožnja (Frondaie, režija M. Skrbinšek)
- 1931/1932: Ljubezen sedemnajstletnega (Dreyer, režija M. Petrovčič)
- 1932/1933: Matiček se ženi (A. T. Linhart, režija D. pogorelec)
- 1934/1935: Hčerki njene ekselence (Trafika) (L. Bus-Fekete, režija M. Petrovčič)
- 1934/1935: Kozarec vode (Scribe, režija D. Pogorelec)
- 1935/1936: Legijonarji (Jurčič-Govekar, režija M. Petrovčič)
- 1936/1937: Pobegla nevesta (G. Middleton, režija M. Bučarjeva)
- 1937/1938: Njena velika ljubezen (F. Molnar režija M. Petrovčič)
- 1938/1939: Školjka (Dr. A. Kraigher, režija M. Petrovčič)
- 1939/1940: Ujež (B. Nusić, režija M. Petrovčič)
- 1945/1946: Tugomer (Jurčič-Levstik, režija M. Petrovčič)
- 1947/1948: Idiot (F. Dostojevski-Putjata, režija M. Petrovčič)
- 1948/1949: Veseli dan ali Matiček se ženi (A. T. Linhart, režija M. Petrovčič)
- 1949/1950: Veronika Deseniška (O. Župančič, režija M. Petrovčič)
- 1950/1951: Namišljeni bolnik (J. B. P. Molliere, režija D. Flere)
- 1951/1952: Kralj Ojdip (Sofoklej, režija M. Mahnič)
- 1951/1952: Na razpotju (Gaslworthy, režija M. Petrovčič)
- 1951/1952: Sveti plamen (Maugham, režija C. Debevec)
- 1952/1953: Krog s kredo (Klabund, režija C. Debevec)
- 1953/1954: Otok in struga (Tavčar, režija M. Petrovčič)
- 1954/1955: Pepelka (Görner, režija M. Petrovčič)
- 1954/1955: Klobčič (Budak, režija B. Baranovič-Battelinova)
- 1954/1955: Marija Stuart (Schiler, režija M. Petrovčič)
- 1955/1956: Jara meščanka (Popović, režija B. Baranovič-Battelinova)
- 1955/1956: Idealni soprog (Wilde, režija M. Petrovčič)
- 1956/1957: Čudovite pustolovščine (Stuart, režija M. Petrovčič)
- 1956/1957: Družina Blo (Bobič, režija M. Petrovčič)
- 1957/1958: Za pravdo in srce (Medved, režija M. Petrovčič)
- 1958/1959: Gospa ministrica (Nušić, režija M. Petrovčič)
- 1959/1960: Otok in struga (Tavčar, režija M. Petrovčič)
- 1960/1961: Hvarčanka (Benetič, režija M. Mahnič)

## Priznanje
- 29.september 1971: Red dela s srebrnim vencem